# Papamosques de Negros
El papamosques de Negros (Vauriella albigularis) és una espècie d'ocell de la família dels muscicàpids (Muscicapidae) endèmica de les illes filipines de Negros, Panay i Guimarás, a l'archipèlag de les Visayas. Els seus hàbitats naturals són els boscos tropicals i subtropicals de frondoses humits de l'estatge montà i de les terres baixes. Es troba amenaçat per la pèrdua d'habitat i el seu estat de conservació es considera en perill.